# Indonéská džungle (Zoo Praha)

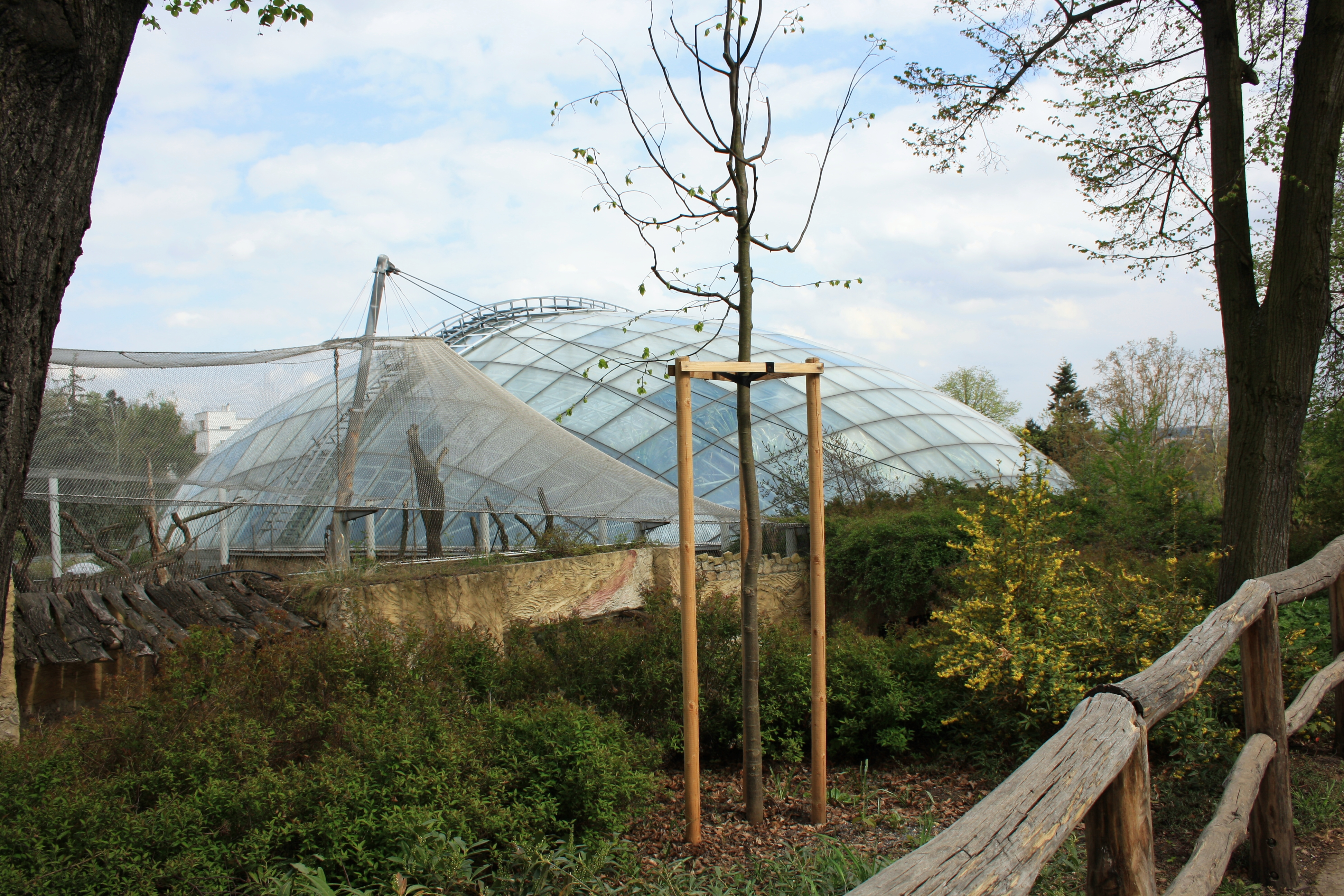
Pohled na pavilon a voliéru orangutanů od expozice ledních medvědů

Indonéská džungle je název největšího biotopového pavilonu v českých zoo. Nachází se v Zoo Praha a vznikl v letech 2001–2004 na místě původního pavilonu opic. Slavnostní otevření se konalo 29. 11. 2004 za účasti tehdejšího prezidenta České republiky Václava Klause. Prosinec po otevření pavilonu se stal vůbec nejnavštěvovanějším prosincem v historii zoo. Hned následujícího roku se podařilo zoo historicky vůbec poprvé překonat hranici jednoho milionu návštěvnických vstupů.
Pavilon byl ve své době nejdražším projektem v historii českých zoo. Jeho výstavba stála 185 mil. Kč.

## Téma pavilonu
Pavilon představuje region jihovýchodní Asie, konkrétně prostředí tropických deštných lesů zejména Indonésie. Představena je fauna i flóra ostrovů Sumatra, Jáva či Nová Guinea). Představeny jsou i navazující biotopy mangrovů či řek. Tropický les je vytvořen nejen s pomocí živých rostlin, ale také díky umělým stromům. Ten největší ve střední části stavby na výšku měří 16 metrů a váží 2 tuny.

## Historie
Plány na tropický pavilon vznikly v souvislosti s potřebou nahradit starý pavilon opic, který v Zoo Praha fungoval pět desetiletí. Snahou bylo nahradit klecový způsob vystavování velkého počtu druhů primátů většími naturalistickými expozicemi pro menší počet druhů. Proto také největší expozice současného pavilonu byly a jsou určeny primátům – zejména orangutanům. Další druhy primátů postupně získaly prostory v dalších částech zoo (např. pavilon goril či expoziční celek Vodní svět a opičí ostrovy), a nejsou tak soustředěny pouze v jednom pavilonu, jak tomu bylo do roku 1999. V průběhu roku 1999 proběhla architektonická soutěž na stavbu nového pavilonu. V ní zvítězil architektonický ateliér AND (architekti V. Danda, P. Ulman a J. Kosnar). V následujícím roce bylo zajištěno územní rozhodnutí, stavební povolení i projektová dokumentace. V závěru února 2001 začala vlastní výstavba nové budovy. Ta probíhala až do října roku 2004. Oproti původním plánům došlo ke prodloužení doby výstavby, a to kvůli povodni, která zoo zasáhla v roce 2002.
V roce 2005 byla k pavilonu přistavěna venkovní voliéra pro orangutany.
Za dobu fungování pavilonu došlo k několika změnám ve složení zvířat i doplnění menšími expozicemi (viz Expozice).
O tom, že se pavilon stal oblíbeným nejen u návštěvníků, ale i u zvířat, svědčí fakt, že se v něm podařilo odchovat také mnoho vzácných druhů živočichů, např.:
- želva tlustohrdlá (2006) - v roce 2024 již 3. generace[3][4]
- želva záhadná (2007) - rozmnožení rok před vědeckým popisem tohoto druhu[5][6]
- varan komodský (2007) – první odchov v Česku
- vydra hladkosrstá (2017) – první odchov v kontinentální Evropě[7]
- orangutan sumaterský (2013, 2020, 2024)
- makak vepří (2011, 2012, 2016, 2017, 2018, 2019, 2020)
- dikobraz palawanský (2016, 2017, 2018, 2019)[8][9]
- oviječ filipínský (2010, 2011)
- luskoun krátkoocasý (2023) - první luskoun narozený v Evropě.

Jako první mládě se v pavilonu již v prosinci 2004 narodila tana severní.

## Základní parametry
- Celková plocha: 2900 m2
- Plocha expozičního skleníku: 1900 m2
- Objem pavilonu – skleníku: 16 000 m3
- Plocha venkovní voliéry orangutanů: 350 m2
- Pavilon je zastřešen skleněnou kupolí ve tvaru nepravidelného rotačního elipsoidu. Jednotlivá skleněná pole mají tvar lichoběžníku, každé s jinými rozměry. Největší z tabulí mají rozměry 2 x 2 metry. Konstrukce je samonosná z příhradových nosníků.

## Expozice
Pavilonem prochází jednosměrná návštěvnická cesta, kolem níž je ve dvou patrech rozmístěno několik expozic.

### Vstupní atrium
Vstupní část pavilonu patří představení oblasti Indonésie jako regionu tisíců ostrovů. Nechybí ani velká mapa. Již zde se však kromě edukačních panelů nachází také kaskádovitě propojený systém čtyř nádrží představujících indonéskou řeku. Jsou zde chovány ryby a také želvy (např. želva amboinská). Ve vstupním atriu jsou kromě akvárií také dvě dřevěné kopie domorodých člunů.

### Dolní část skleníku
- expozice varanů komodských – největších ještěrů světa
- expozice makaků vepřích – ostrovní expozice primátů
- expozice lezců obojživelných – expozice s vlastním přílivem a odlivem, ve které žijí unikátní mangrovní ryby.
- expozice vyder hladkosrstých – tato expozice se nachází vpravo od návštěvnické cesty. Původně byla určena pro hulmany jávské a vydry malé. Hulmani však byli v ostrovní expozici jen do roku 2005, kdy byli převezeni do Zoo Dvůr Králové. Nahradily je největší cibetkovité šelmy binturongové. Ti pak byli přesunuti na menší ostrov (původně pro gibony) v horní části pavilonu. Vodní příkop kolem ostrova a jeho spodní část tedy původně obývaly vydry malé, které byly v roce 2013 nahrazeny vzácnějším druhem – vydrou hladkosrstou.[11] Odchov sedmerčat se stal jednou z největších chovatelských událostí roku 2017.[12]

### Noční expozice (jeskyně)
Návštěvnická chodba dále vede tzv. nokturnem - jeskyní, v jejíchž stěnách se za skly nachází expozice vzácných nočních savců luskounů krátkoocasých. Na konci chodby se vpravo nachází expozice vzácných varanovců bornejských. Po východu z noční části se před stoupáním do horní části pavilonu nachází akvaterárium s rybami (např. stříkoun lapavý) a hady. Až do roku 2020 v noční expozici volně létali kaloňi egyptští. Za jejich odstraněním stálo hned několik důvodů: uvolnění prostoru pro expozici luskounů krátkoocasých, obavy návštěvníků z koronavirové pandemie a v neposlední řadě náročnost úklidu jejich kašovitého trusu z návštěvnických prostor.

### Horní část skleníku
V horní části skleníku se nachází rozsáhlejší celek "tropického lesa", který obývá šest druhů ptáků včetně vzácné majny Rotschildovy. Návštěvník tudy prochází k vyhlídce na poloostrov orangutanů. Na menším poloostrově žijí binturongové palawanští. Původně tato plocha patřila gibonům lar, později se jednalo o vejminek samce orangutana sumaterského Kamy. Ve vodním příkopu jsou k vidění želvy. Z tohoto příkopu vytéká potok, které napájí vodopád mezi horním a spodním patrem. Přes potok vede dřevěný můstek. Před východem z pavilonu se nacházejí další dvě expozice menších savců. Vpravo žijí tany severní. Vlevo bylo původně odpočinkové místo v pralesní vegetaci, na jehož větší části vznikl přístřešek za nímž je schovaná expozice dikobrazů palawanských. Dříve v ní žily velemyši obláčkové, později kančilové.

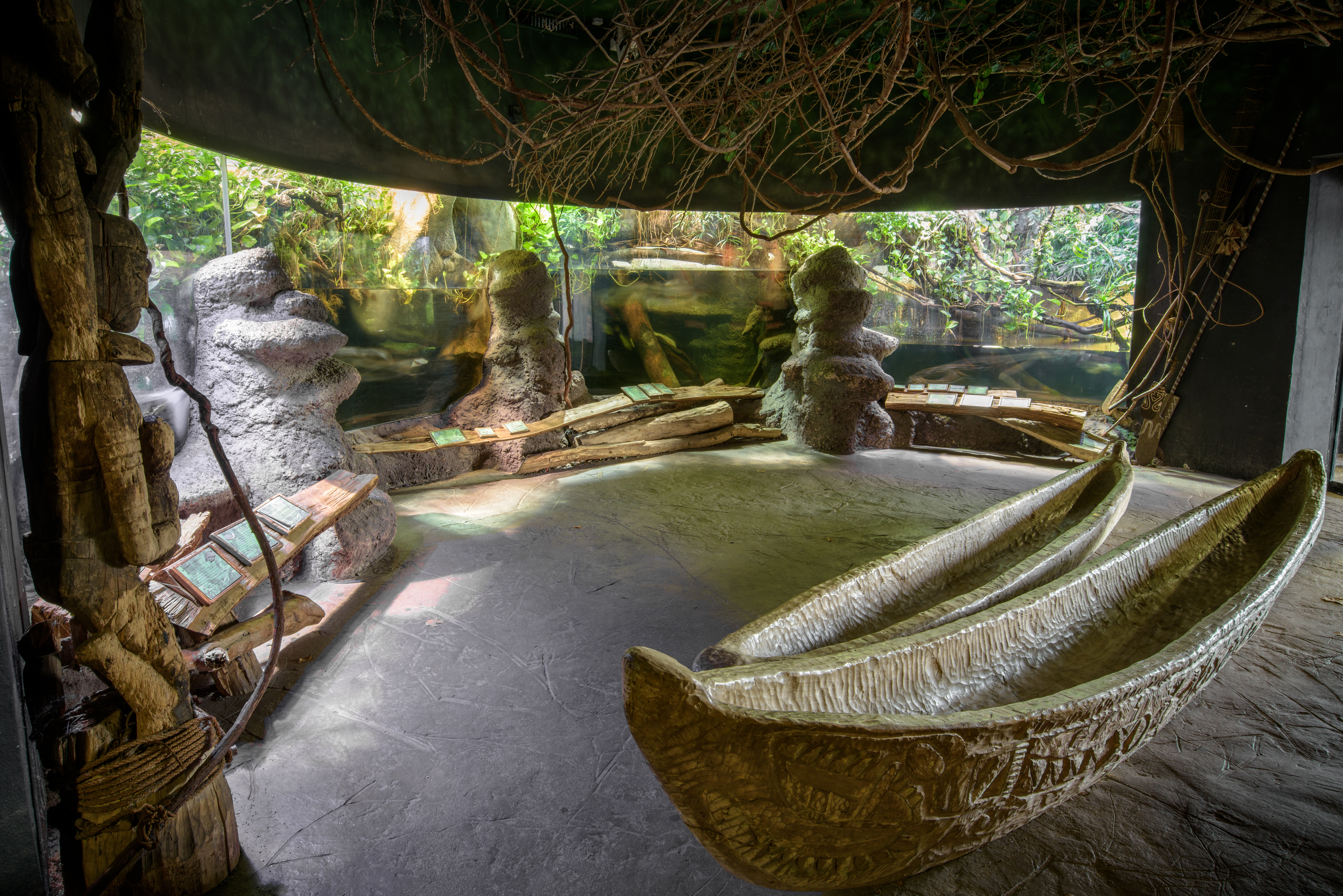
Vstupní atrium
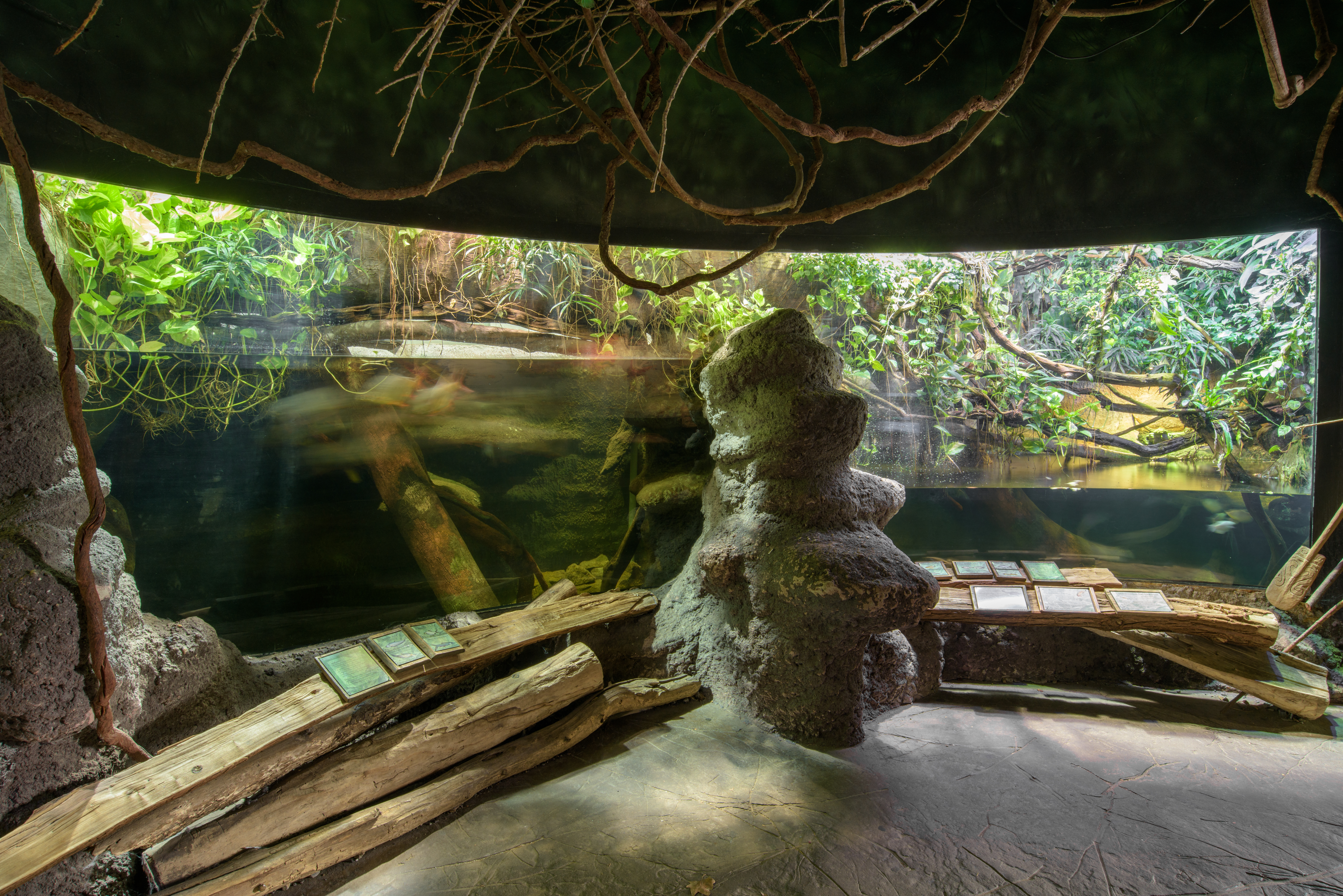
Vstupní atrium
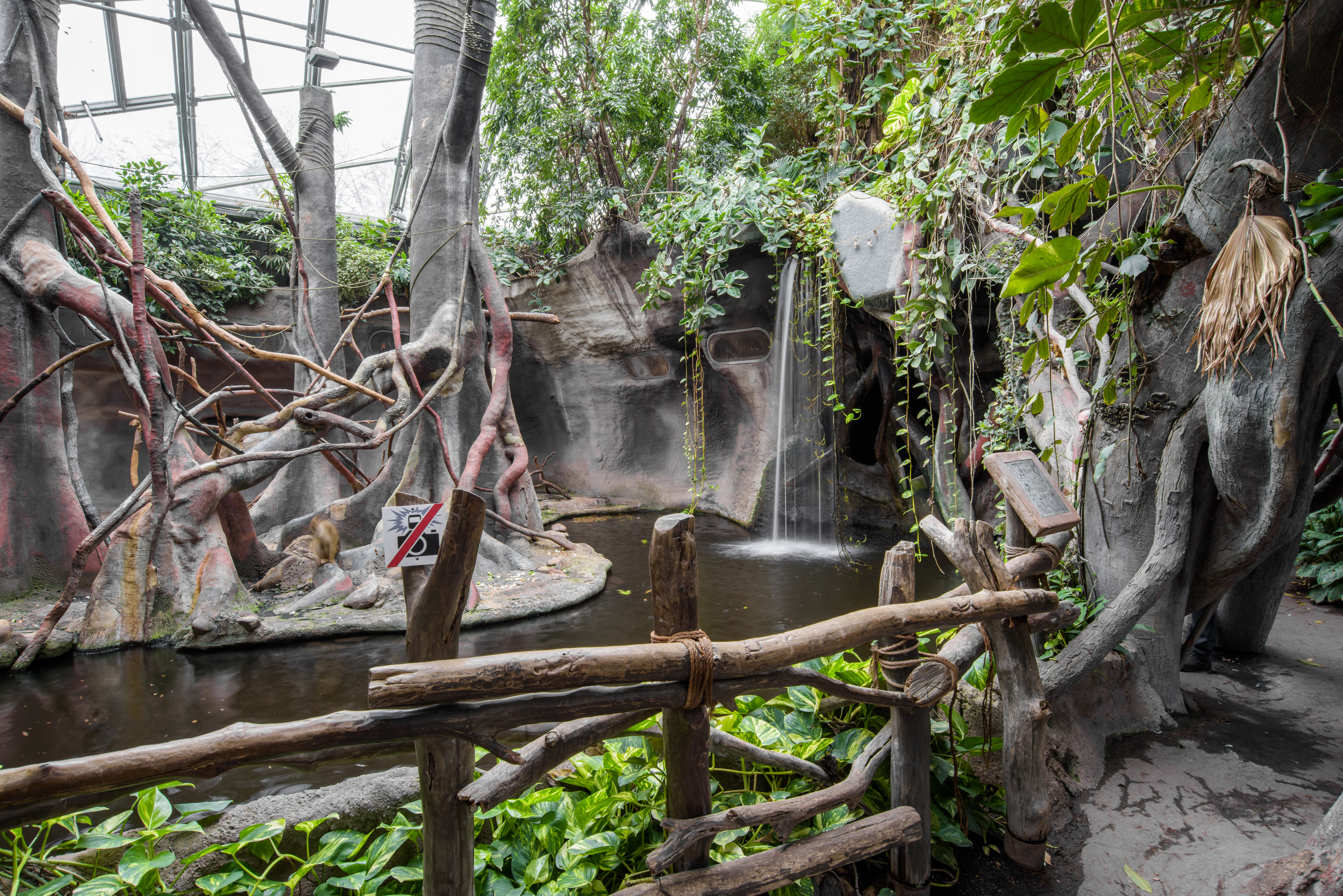
Expozice makaků vepřích v dolní části pavilonu
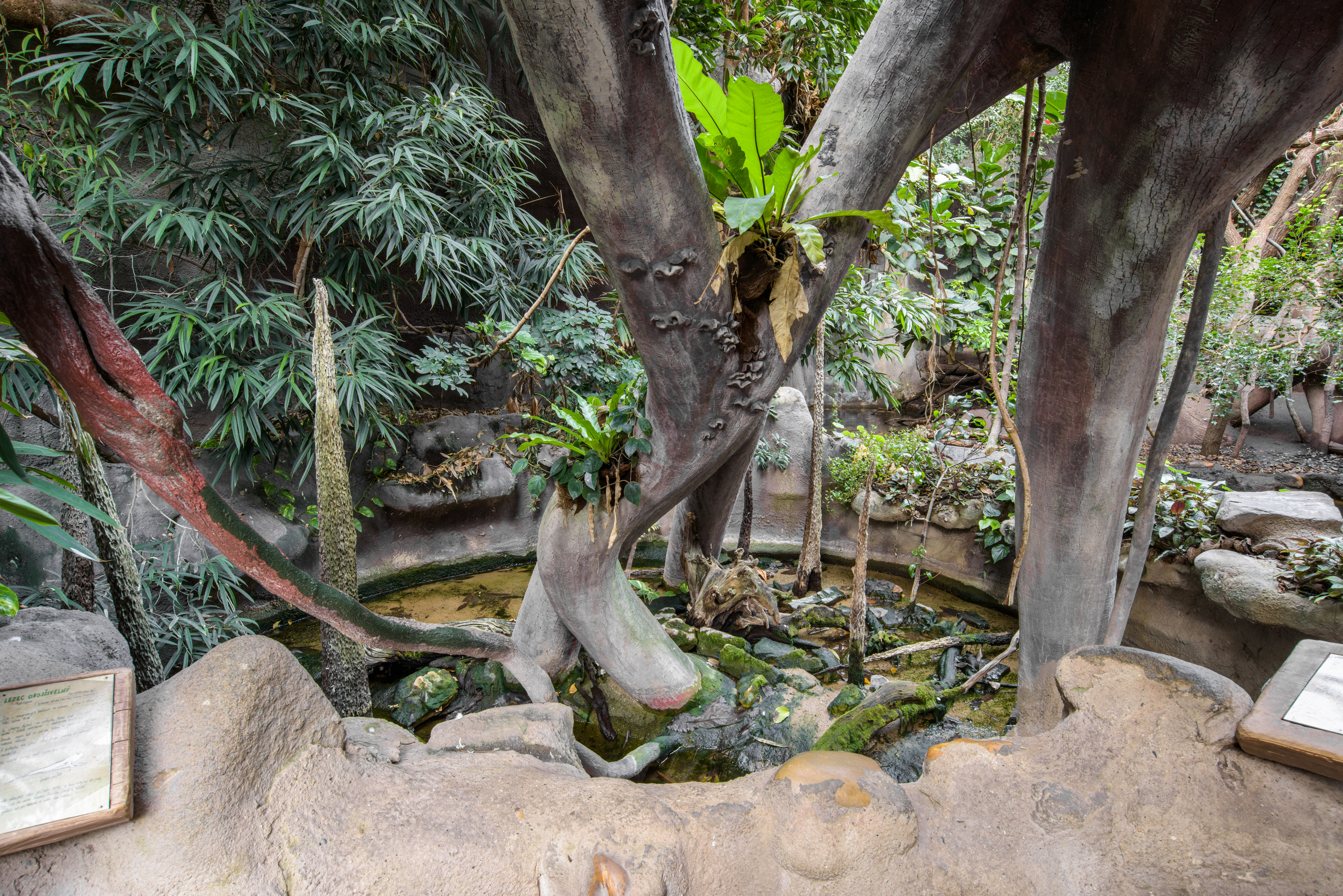
Expozice lezců obojživelných
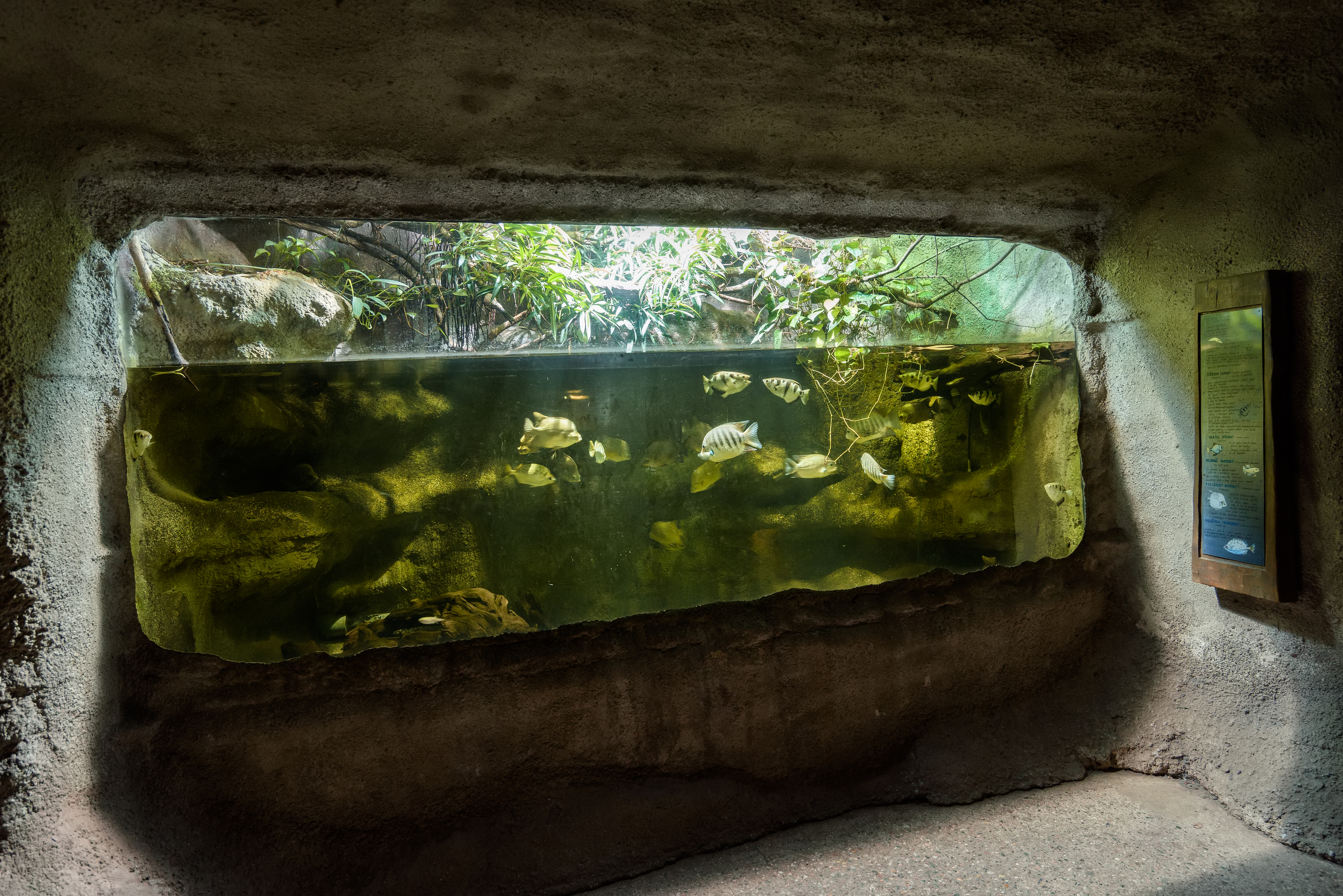
Nádrž se stříkouny lapavými
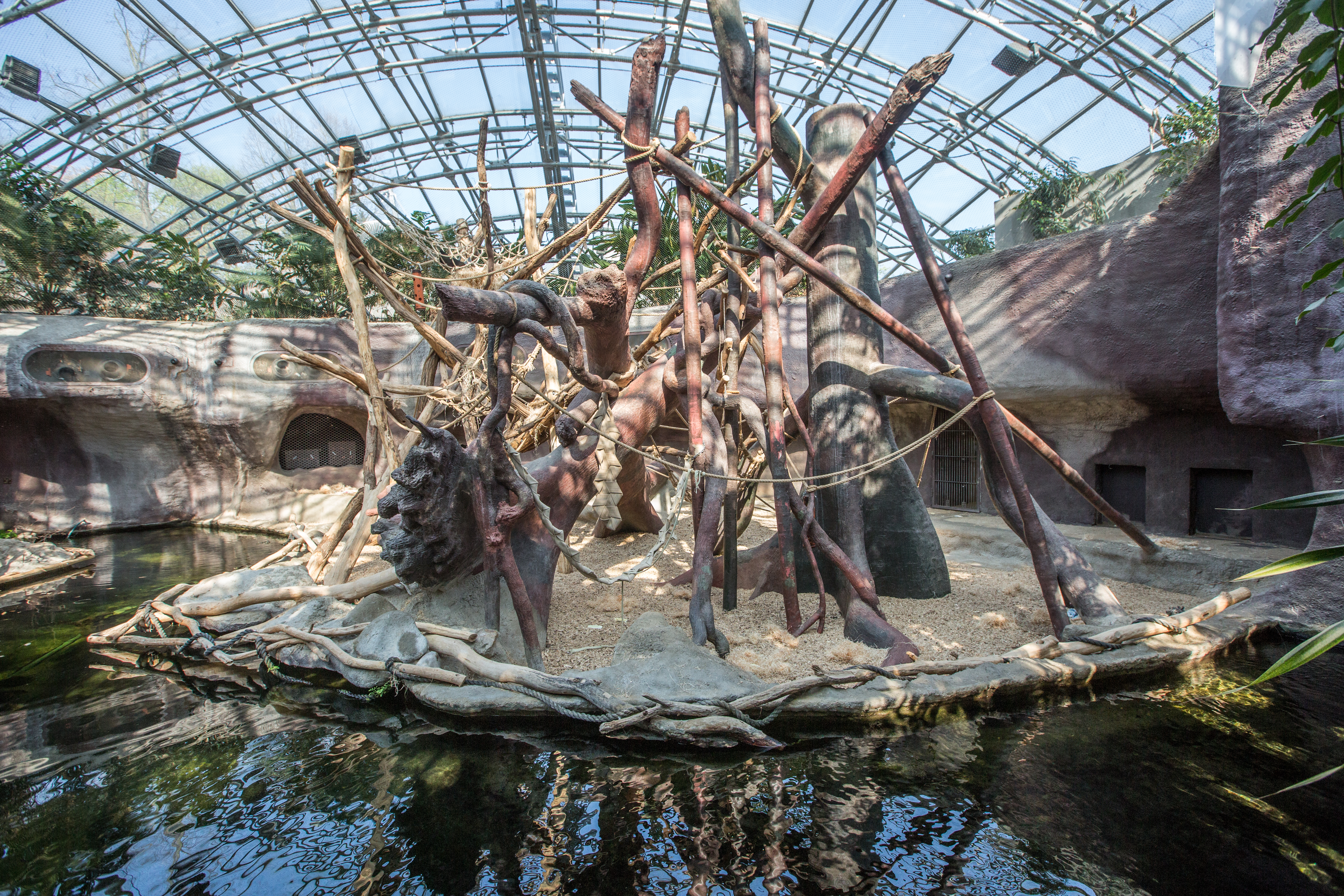
Expozice orangutanů sumaterských

## Chované druhy

### Stěžejní druhy
- orangutan sumaterský – více též viz Chov orangutanů v Zoo Praha
- varan komodský – jeden z nejvýznamnějších světových chovatelů
- velemyš obláčková – Zoo Praha vede plemennou knihu
- luskoun krátkoocasý - chovný pár od roku 2022, v roce 2023 narozená samička Šiška se stala prvním úspěšně odchovaným mládětem tohoto druhu v evropských zoologických zahradách[14]

### Přehled druhů chovaných v pavilonu v době otevření (29. 11. 2004)
V době otevření pavilonu žilo v jeho expozičních prostorách celkem min. 61 druhů živočichů (13 druhů savců, 6 druhů ptáků, 9 druhů plazů a min. 33 druhů ryb).

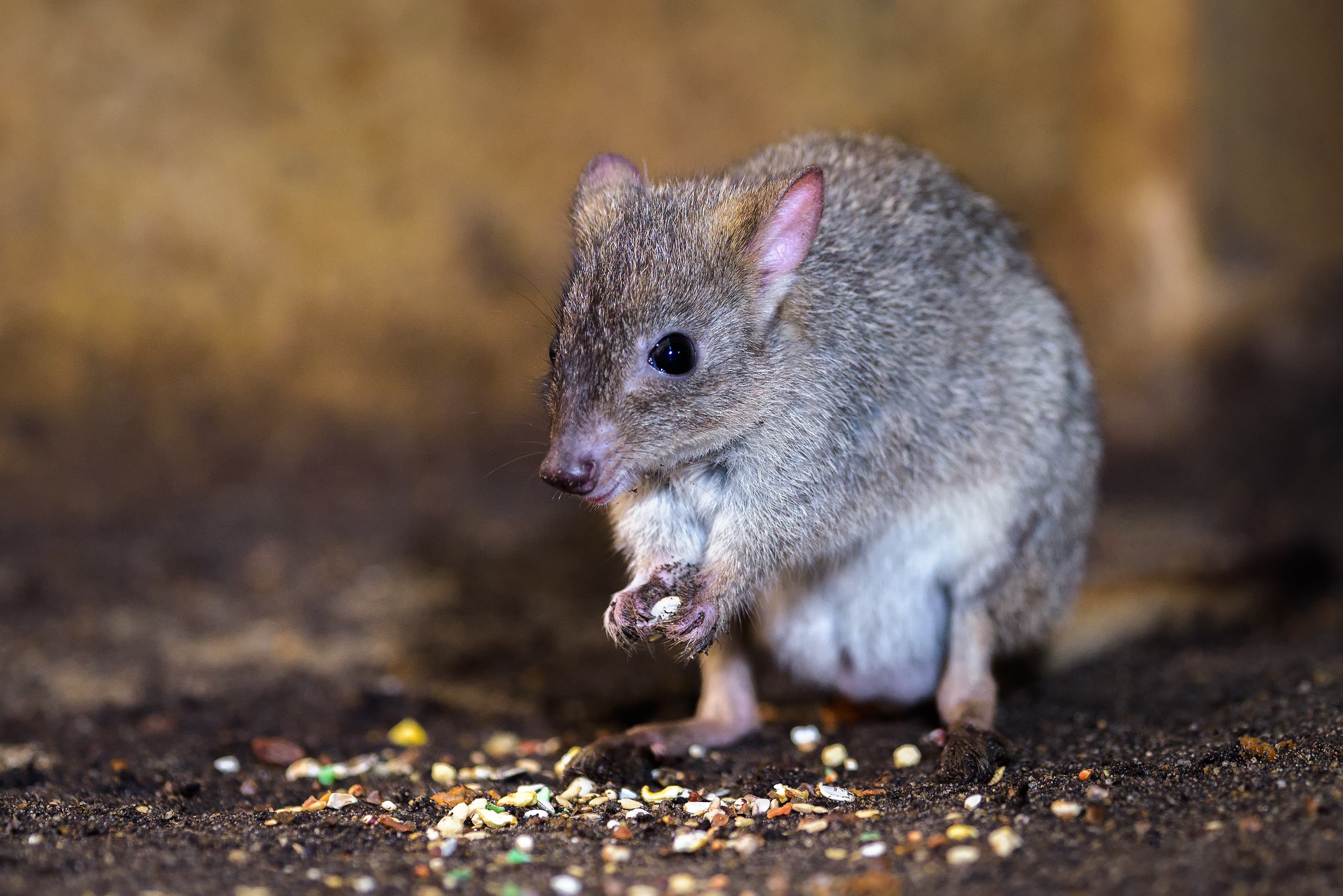
Klokánek králíkovitý

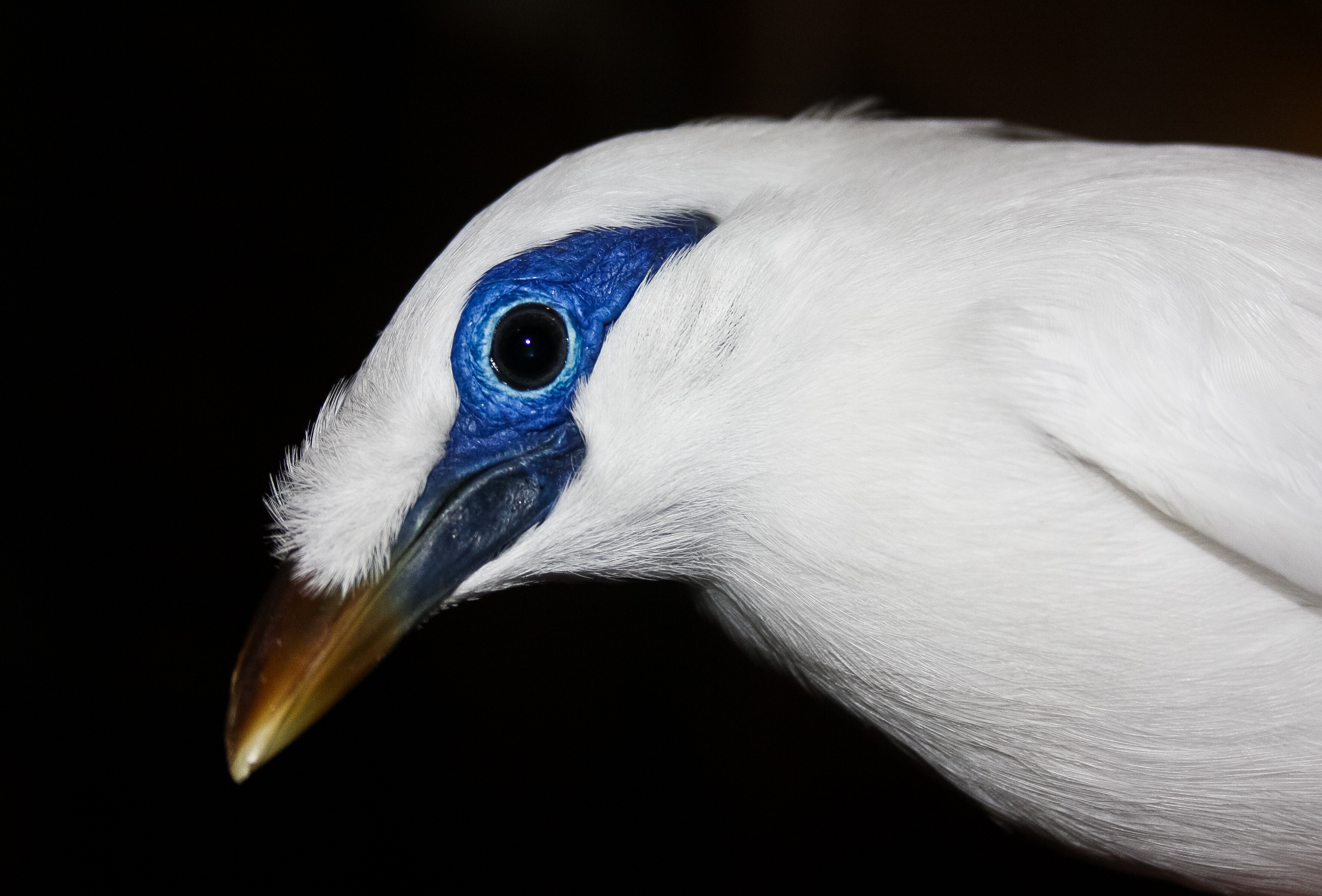
Majna Rothschildova

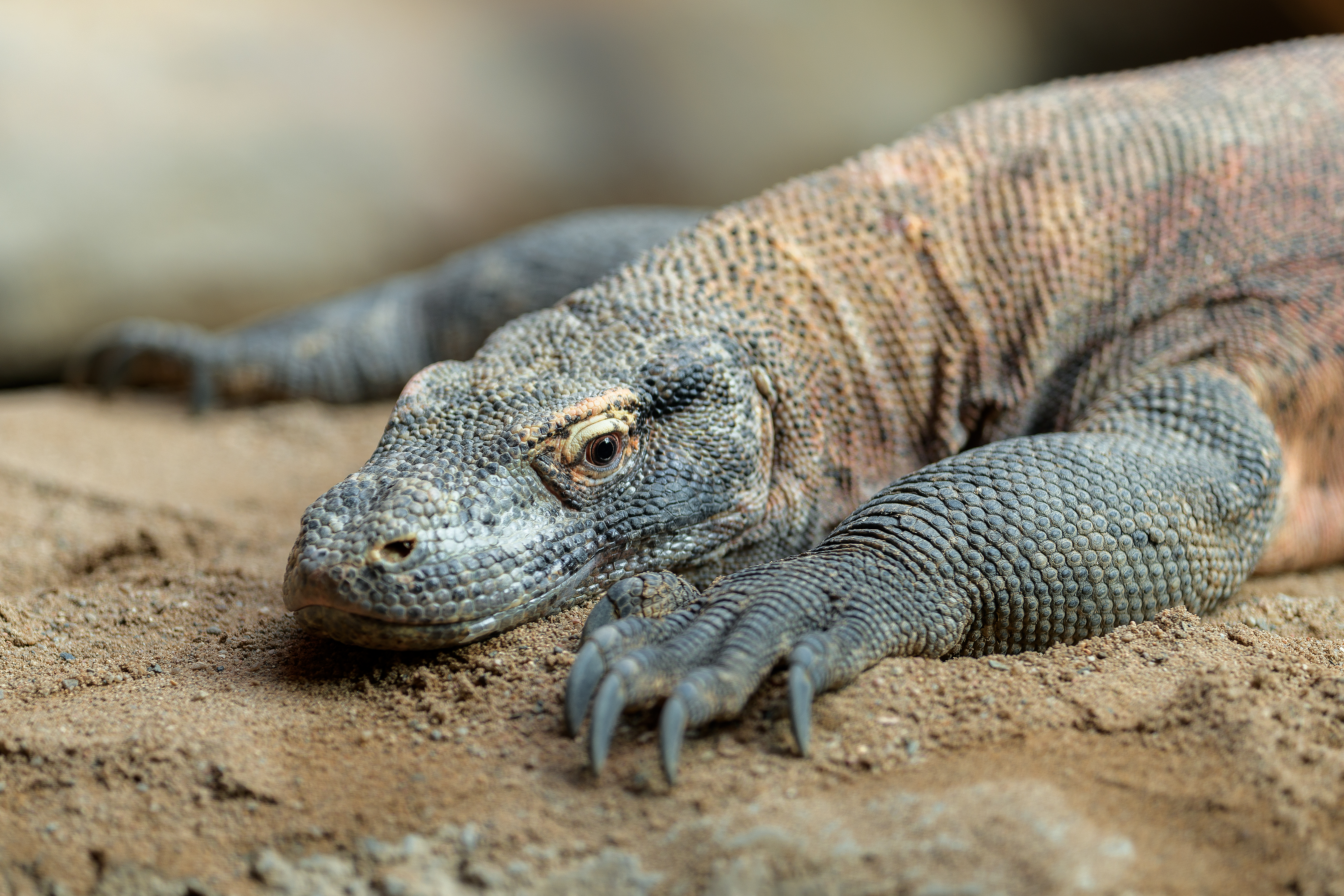
Varan komodský

#### Savci
- orangutan sumaterský
- kaloň rodu Rousettus
- kuskus pozemní
- lori štíhlý
- kusu liščí
- klokánek králíkovitý
- ovíječ pruhovaný
- vakoveverka létavá
- hulman jávský
- makak vepří
- gibon lar
- vydra malá
- tana severní
- luskoun krátkoocasý

#### Ptáci

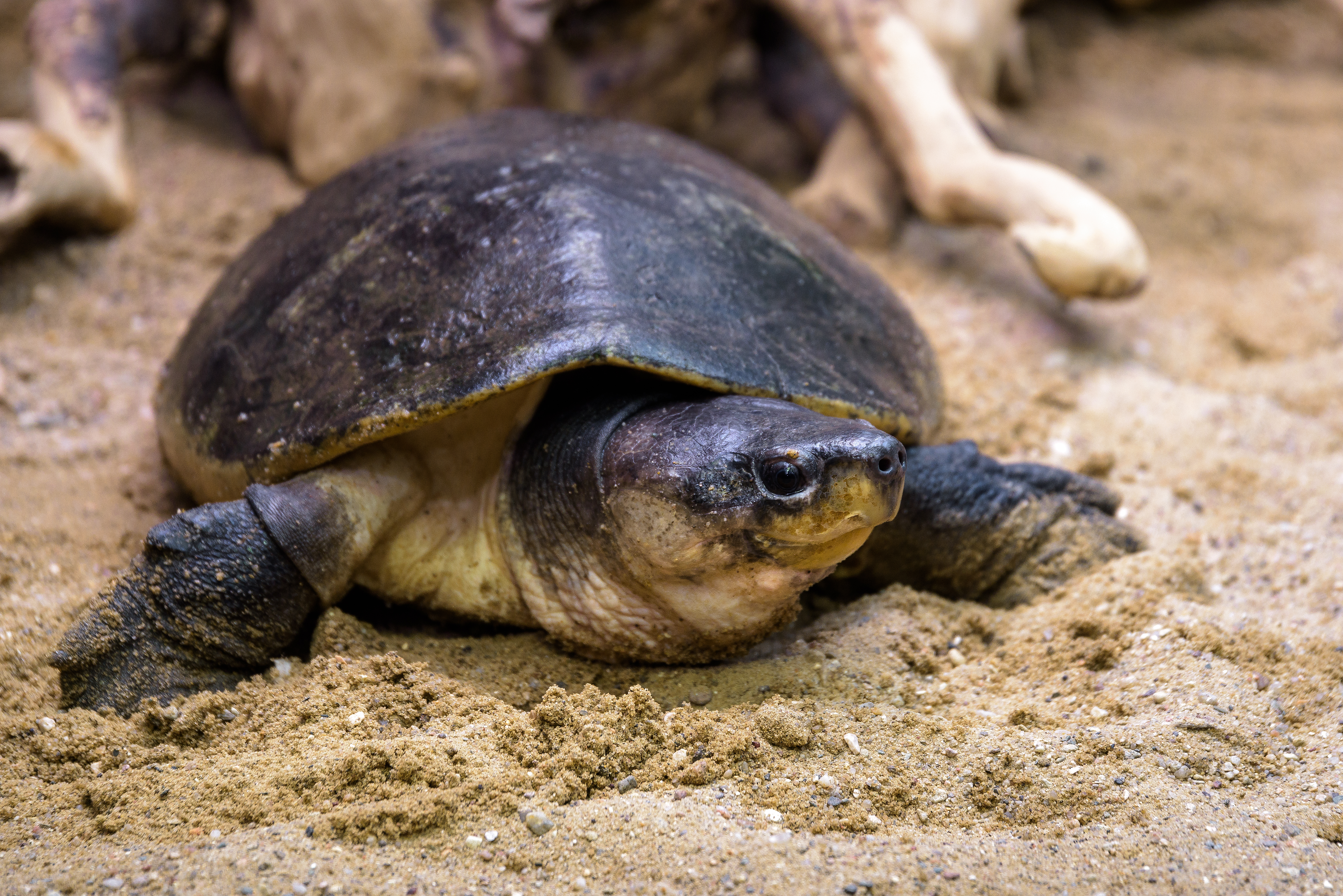
Orlície bornejská

- majna Rothschildova
- špaček tlustozobý
- rýžovník šedý
- hrdlička vínorudá (červenopásá)
- bulbul rudouchý
- holub bronzový

#### Plazi
- varan komodský
- batagur tuntong
- kalagur bornejský
- orlície bornejská
- želva amboinská
- želva zubatá
- dlouhokrčka Siebenrockova
- karetka novoguinejská
- želva tlustohrdlá

#### Ryby
- čichavec perleťový
- čichavec drobnošupinný
- čichavec šedý
- čichavec zelený
- čichavec zakrslý
- čichavec líbající
- parmička žraločí
- parmička červenoocasá
- parmička červenoploutvá
- parmička černopruhá
- nožovec malý
- nožovec Blankův
- hrotočelec ohnivý
- hrotočelec ozbrojený
- mřenka nádherná
- parmička Schwanenfeldtova
- parmička pruhoocasá
- tvrdoretka Hasseltova
- nožovec velký
- parma Hoevenova
- parmička černá
- parmička krásnoploutvá
- parmička Everettova
- parmička černoskvrnná
- parmička páskovaná
- parmička purpurová
- parmička čtyřpruhá
- parmička nádherná
- tvrdoretka bantamská
- lezec obojživelný
- stříkoun lapavý
- okatec stříbrný
- kaložrout skvrnitý

### Přehled chovaných druhů v květnu 2022

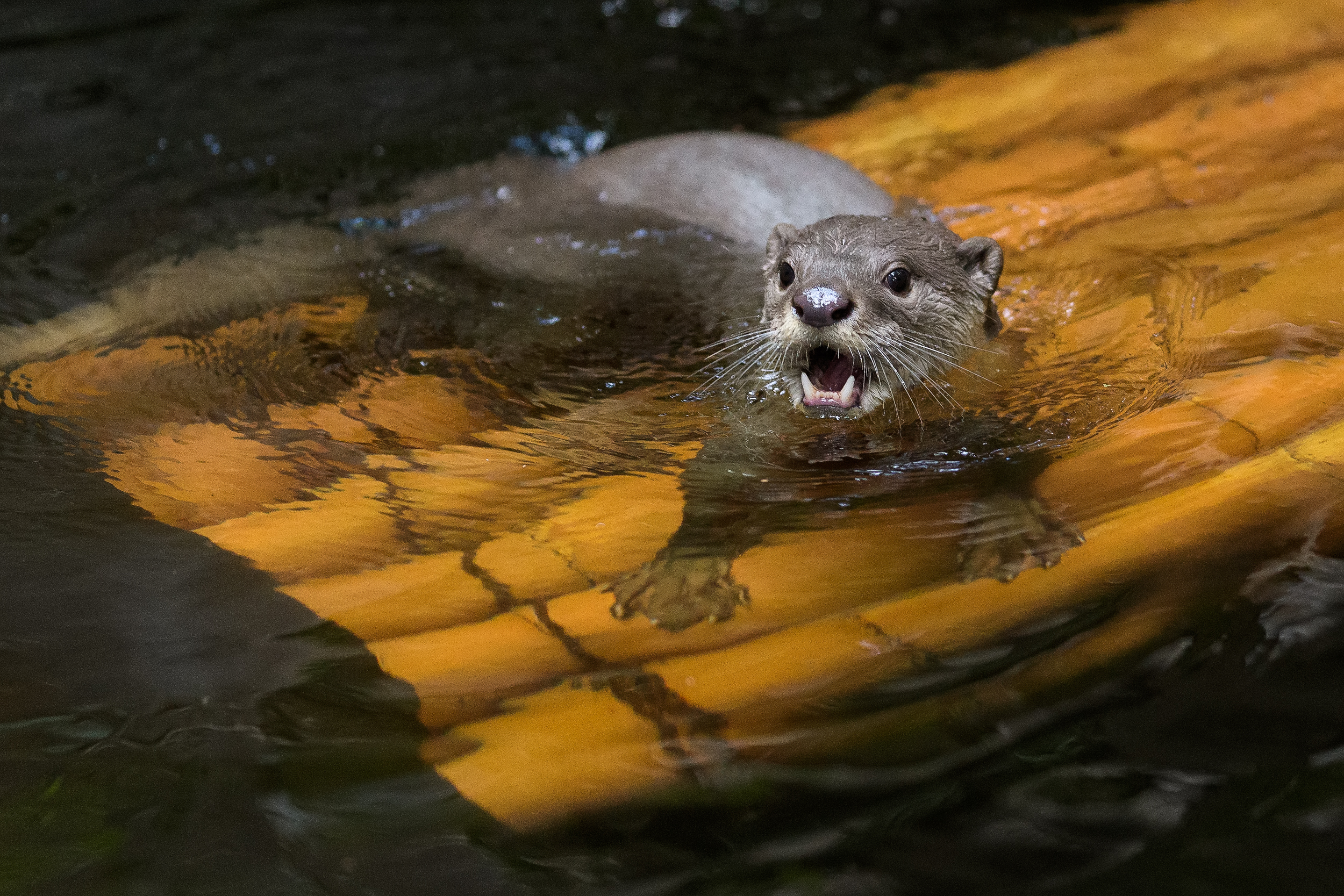
Vydra hladkosrstá

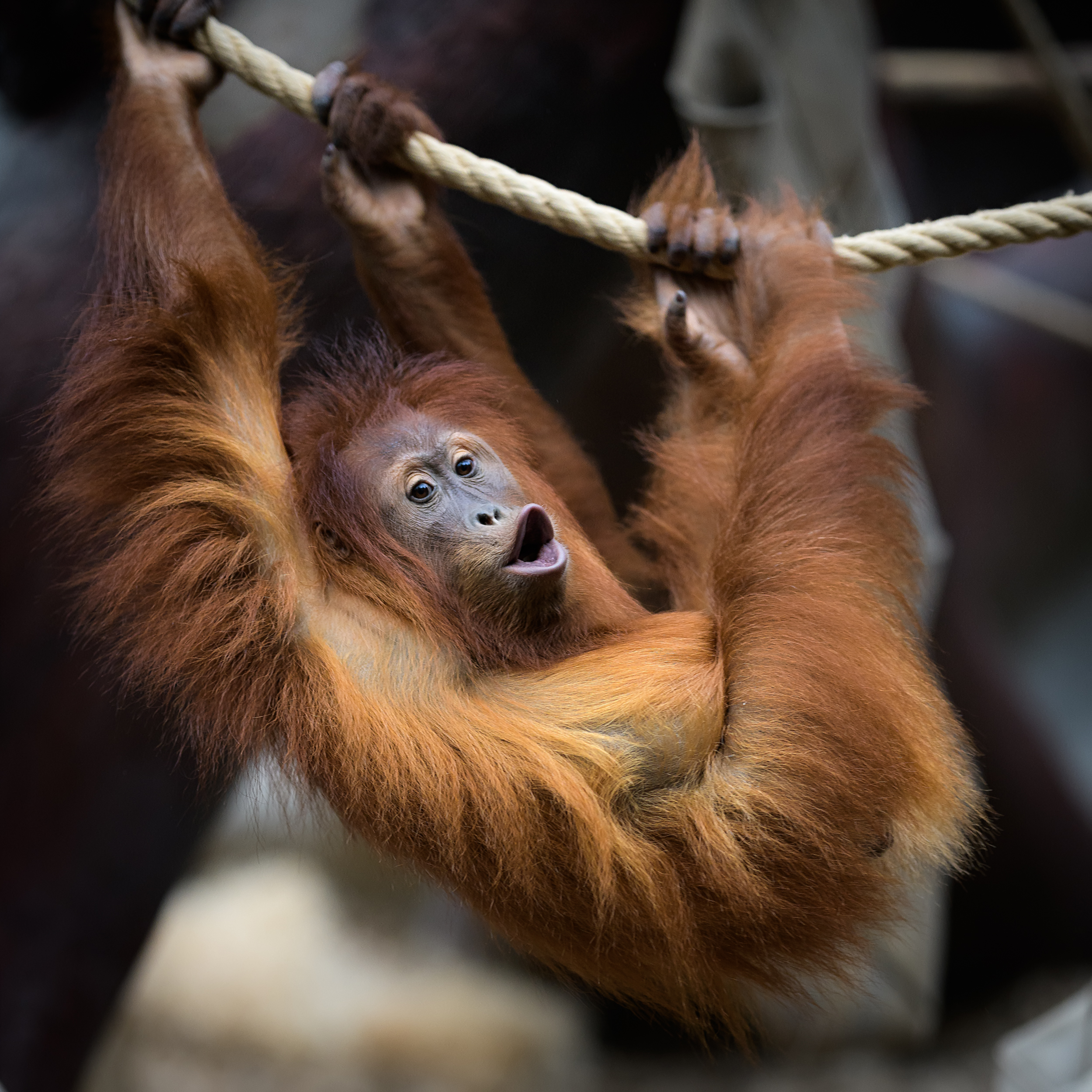
Mládě orangutana sumaterského v pavilonu Indonéská džungle

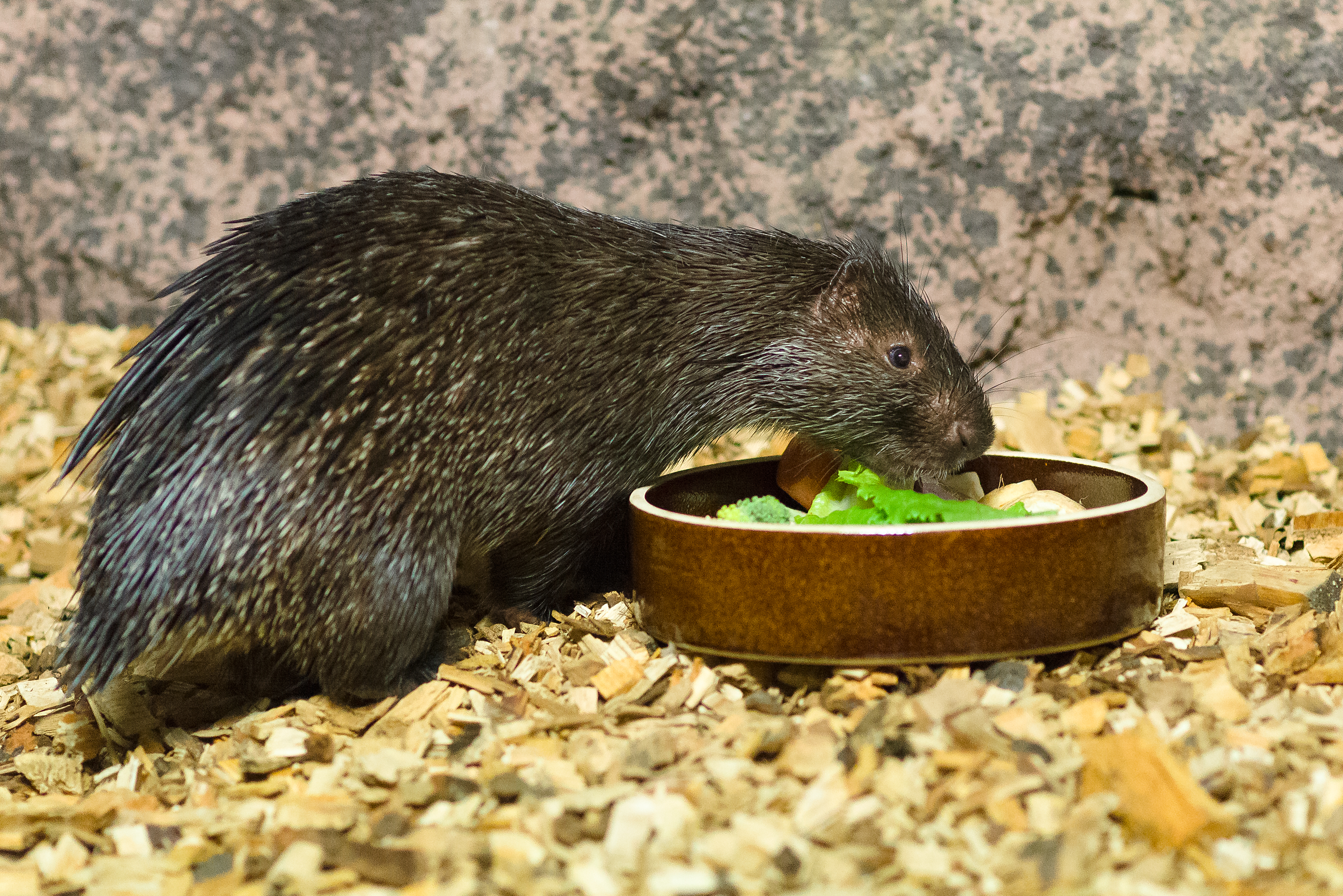
Dikobraz palawanský

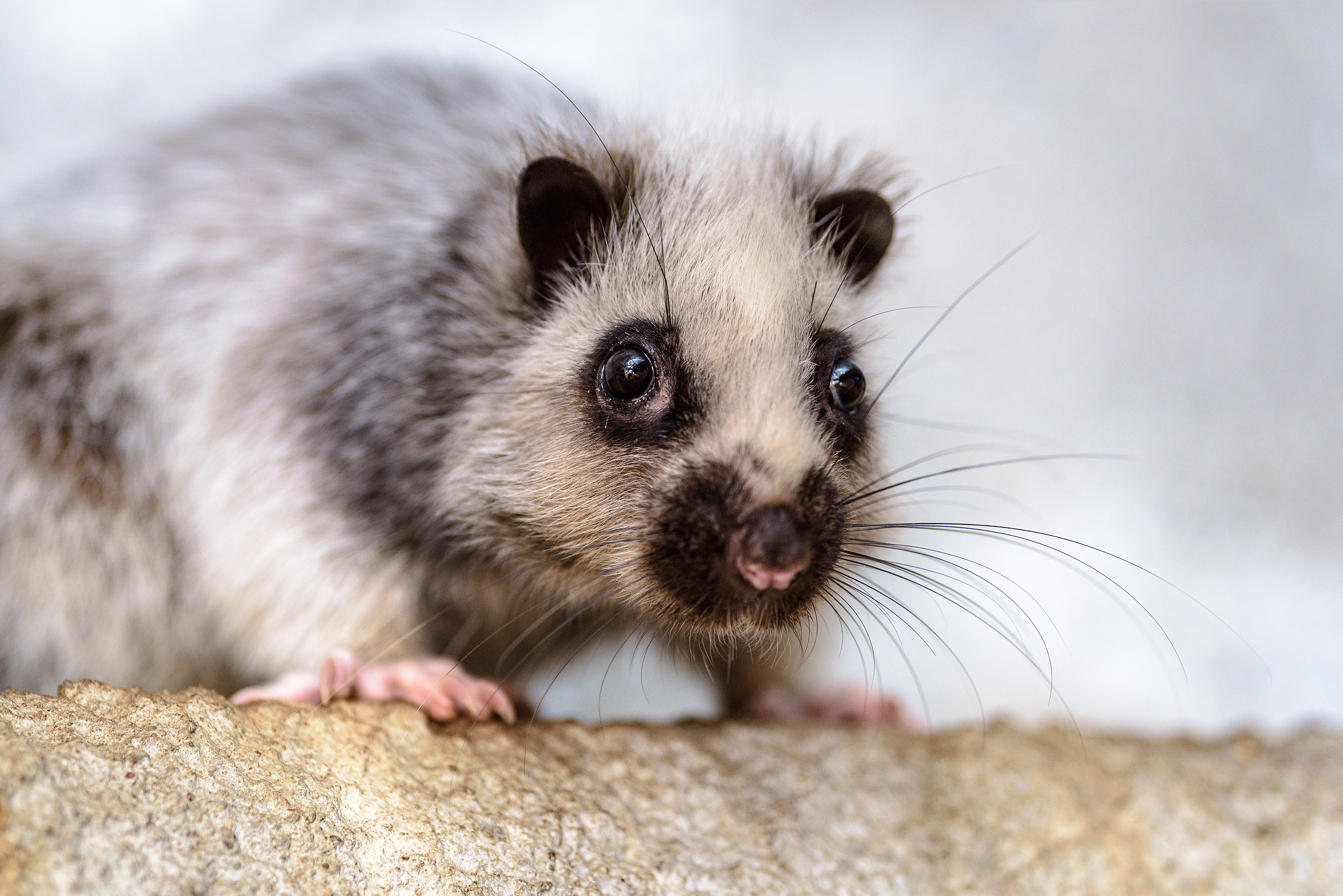
Velemyš obláčková

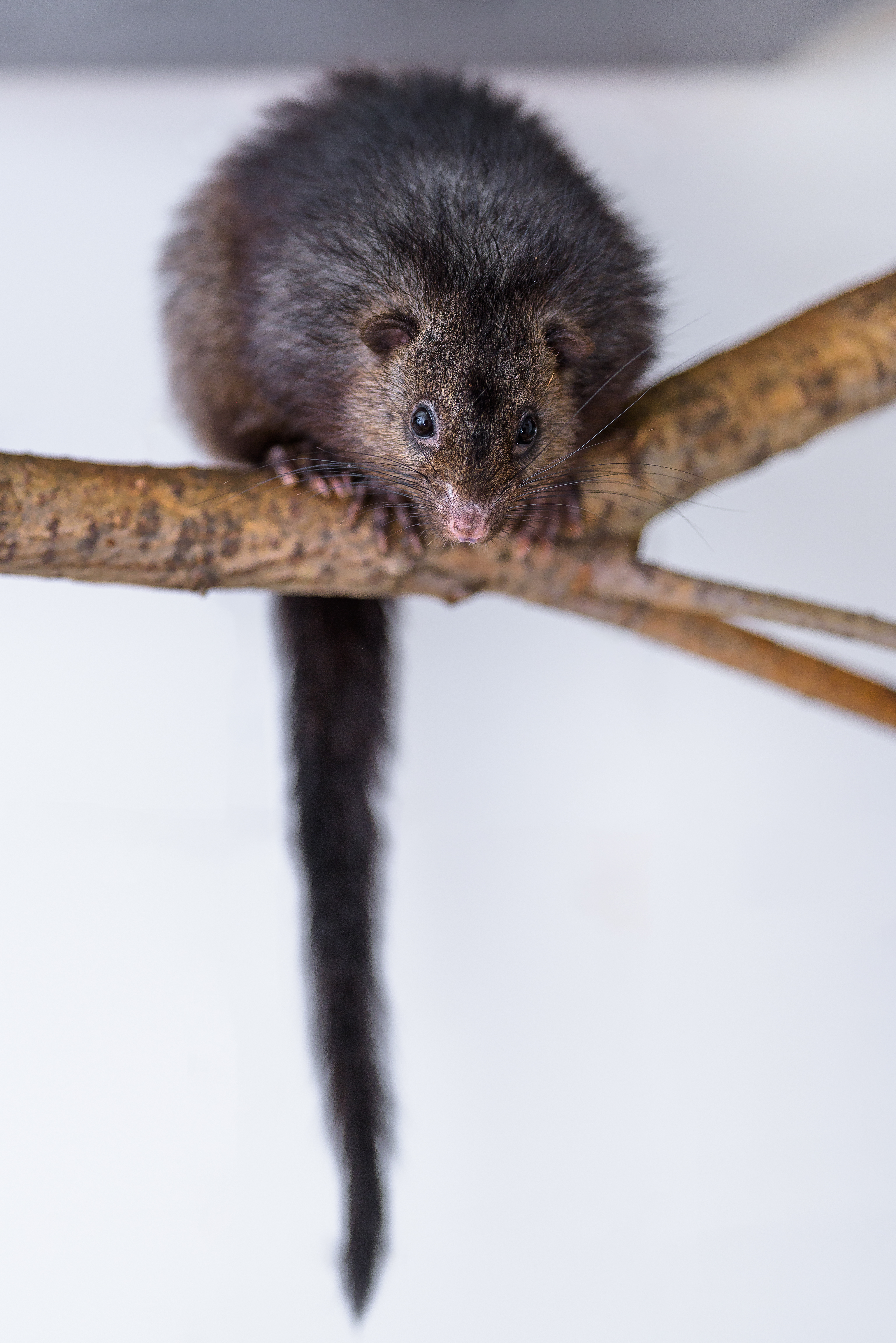
Velemyš Heaneyova

Na konci května 2022 bylo vystavováno a naučnými popisky označeno celkem 48 druhů živočichů (7 druhů savců, 6 druhů ptáků, 8 druhů plazů, 1 druh obojživelníka a 24 druhů ryb). Ze zmíněného počtu je 33 druhů (resp. poddruhů) stejných jako při otevření, jiné druhy již Zoo Praha nechová, další byly přemístěny do jiných expozic, řada druhů přibyla (často nahradily méně vzácné – např. místo vydry malé chována vydra hladkosrstá).

#### Savci
- orangutan sumaterský
- binturong palawanský
- vydra hladkosrstá
- makak vepří
- luskoun krátkoocasý
- dikobraz palawanský
- tana severní

#### Ptáci
- špaček tlustozobý
- hrdlička vínorudá
- majna Rothschildova
- rýžovník šedý
- holub bronzový
- bulbul rudouchý

#### Plazi
- varan komodský
- želva amboinská
- dlouhokrčka Siebenrockova
- dlouhokrčka McCordova
- krátkokrčka červenobřichá
- karetka novoguinejská
- želva záhadná
- varanovec bornejský
- bičovka stromová
- želva šnekožravá [15]

#### Obojživelníci
- létavka obecná
- létavka ušatá

#### Ryby
- lezec obojživelný
- parmička červenoocasá (labeo červenoocasé)
- parmička krásnoploutvá (labeo krásnoploutvé)
- čichavec líbající
- čichavec perleťový
- čichavec drobnošupinatý
- nožovec malý
- nožovec Blancův
- parmička Schwanenfeldova
- amuřice Hoevenova
- parmička žraločí
- nožovec velký
- parmička černá (labeo černé)
- parmička čtyřpruhá
- parmička purpurová
- parmička páskovaná
- parmička černoskvrnná
- parmička nádherná
- parmička Everettova
- stříkoun lapavý
- okatec stříbrný
- hlaváč sundský
- kaložrout skvrnitý
- kaložrout pruhovaný